# Rivière Whitegoose
Pour les articles homonymes, voir Whitegoose.
La rivière Whitegoose est un affluent de la rivière Mégiscane, coulant dans les cantons de Valmy, Berthelot et Closse, dans le territoire de Senneterre, dans la municipalité régionale de comté (MRC) de La Vallée-de-l'Or, dans la région administrative de l’Abitibi-Témiscamingue, au Québec, au Canada.
La rivière Whitegoose coule entièrement en zone forestière, à l'ouest du réservoir Gouin. La foresterie constitue la principale activité économique de ce bassin versant ; les activités récréotouristiques, en second. La surface de la rivière est habituellement gelée de la mi-décembre à la mi-avril.
Le côté ouest de la zone de tête de la rivière Whitegoose est desservi par une route forestière venant de l'ouest, et le côté sud du lac Maude par le chemin de fer du Canadien National.

## Géographie

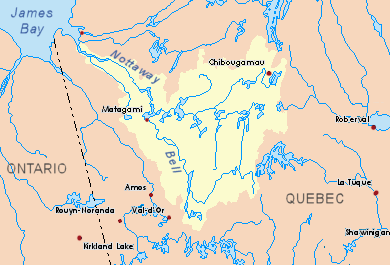
Bassin hydrographique de la rivière Nottaway.

La rivière Whitegoose prend sa source à l’embouchure du lac Maude (longueur : 9,4 km ; largeur maximale : 1,4 km ; altitude : 411 m) formé sur la longueur et orienté vers le nord-est. Le lac Maude s’alimente surtout de ruisseaux environnants : ruisseau Riton (venant du sud), décharge (venant du sud-est) des lacs Télesphore et Guerly, décharge du lac Éclair (venant du sud-est), décharge d’un ensemble de lacs (venant de l’est) et décharge du lac Corbin (venant de l'ouest). Autour de ce lac, le plus haut sommet de montagne atteint 395 m à l'ouest et 420 m à l’Est. Ce plan d’eau fait sur la longueur, comporte de nombreuses îles et presqu’îles. Ce plan d’eau de tête est situé au :
- Nord-Ouest de la ligne de partage des eaux avec le sous-bassin versant du lac Durand qui constitue le lac de tête de la rivière Attic laquelle s’écoule vers l'ouest jusqu’à la rivière Mégiscane ;
- Sud-Est de la ligne de partage des eaux avec le sous-bassin versant de la série de lacs de tête de la rivière Berthelot, laquelle coule généralement vers le nord pour aller se déverser sur la rive sud de la rivière Mégiscane.

L’embouchure du lac Maude est situé dans le canton de Valmy, soit à 16,4 km au nord de l’arrêt ferroviaire Gagnon-Siding du chemin de fer du Canadien National, à 78,3 km à l'est du centre-ville de Senneterre, à 128,4 km à l'ouest du centre du village de Parent et à 24,3 km au sud-est de la confluence de la rivière Whitegoose avec la rivière Mégiscane.
Les principaux bassins versants voisins de la rivière Whitegoose sont :
- côté nord : rivière Mégiscane ;
- côté est : lac Mégiscane, rivière Mégiscane, rivière Serpent, rivière Kekek ;
- côté sud : rivière Trévet, rivière Serpent, rivière Attic ;
- côté ouest : lac Berthelot, rivière Berthelot, rivière Mégiscane.

À partir de l’embouchure du lac Maude, la rivière Whitegoose coule sur environ 35 km selon les segments suivants :
- 3,6 km vers le nord-est, jusqu’à la rive ouest du lac Charland ;
- 1,0 km vers le nord en traversant la partie nord-ouest du lac Charland (longueur : 1,6 km ; altitude : 400 m) et continuant jusqu’à la décharge (venant du nord) d’un ensemble de lacs ;
- 4,3 km vers le nord-est, puis le nord-ouest, jusqu’à un plan d’eau ;
- 2,5 km vers le nord en traversant un plan d’eau (altitude : 410 m) formé par l’élargissement de la rivière, jusqu’au ruisseau Normand (venant de l’est) ;
- 14,7 km vers le nord, en courbant légèrement vers l'ouest et en formant quelques grands S, jusqu’à la décharge (venant du sud) d’un ensemble de lacs ;
- 5,5 km vers le nord en recueillant les eaux de la décharge (venant du sud) du Lac Kâmâkociwak, jusqu’à la confluence de la rivière[2].

La rivière Whitegoose se décharge sur la rive sud de la rivière Mégiscane laquelle coule généralement vers l'ouest en formant de grands zigzags, jusqu’à la rive est du Lac Parent. Ce dernier lac est traversé vers le nord par la rivière Louvicourt dont le courant va se déverser sur la rive sud du lac Tiblemont.
Cette confluence de la rivière Whitegoose avec la rivière Mégiscane] est située, en amont de la confluence de la rivière Berthelot et en aval de la confluence de la rivière Kekek, à 83,1 km de la confluence de la rivière Mégiscane, à 17,8 km au nord-ouest de la confluence de la rivière Serpent, à 93,5 km au nord-est du centre-ville de Senneterre et à 38,2 km au nord de l’ex-gare Gagnon-Siding du chemin de fer du Canadien National.

## Toponymie
Le terme anglais Whitegoose se réfère à oie blanche en français. Ces oies immigrent par centaines de milliers du Grand Nord vers le sud des États-Unis pour y passer l’hiver. Les nombreux plans d’eau à l'ouest du réservoir Gouin offrent un environnement approprié pour une pause migratoire, autant au printemps qu’à l’automne.
Le toponyme rivière Whitegoose a été officialisé le 5 décembre 1968 à la Commission de toponymie du Québec, soit lors de sa création.